# 1990-es magyar tekebajnokság
Az 1990-es magyar tekebajnokság az ötvenkettedik magyar bajnokság volt. Ettől az évtől a második napi eredményt külön is díjazták, így napi egyéni és összetett egyéni bajnokot is hirdettek. A bajnokságot május 5. és 6. között rendezték meg Szegeden, a Postás pályáján.

## Eredmények
| Versenyszám            | Arany                                                    | Arany | Ezüst                                                  | Ezüst | Bronz                                | Bronz |
| ---------------------- | -------------------------------------------------------- | ----- | ------------------------------------------------------ | ----- | ------------------------------------ | ----- |
| Férfi napi egyéni      | Madák Pál BKV Előre                                      | 978   | Csányi Béla Victoria Bamberg                           | 969   | Szőke Géza Győri Richards            | 949   |
| Férfi páros            | Csányi Béla, Nagy László Victoria Bamberg , Polizei Wels | 1939  | Makkai Miklós, Horváth József Elekthermax Vasas        | 1913  | Mészáros József, Madák Pál BKV Előre | 1896  |
| Férfi összetett egyéni | Csányi Béla Victoria Bamberg                             | 1983  | Madák Pál BKV Előre                                    | 1927  | Szőke Géza Győri Richards            | 1857  |
| Női napi egyéni        | Kovácsné Grampsch Ágota BKV Előre                        | 458   | Fodor Gabriella Szegedi Postás                         | 444   | Zacsovics Ágnes BKV Előre            | 438   |
| Női páros              | Szenczi Judit, Tóth Lászlóné Ferencvárosi TC             | 885   | Lőrinczné Naschitz Katalin, Kórász Anna Szegedi Postás | 873   | Drajkó Imréné, Ferenci Éva BKV Előre | 870   |
| Női összetett egyéni   | Kovácsné Grampsch Ágota BKV Előre                        | 902   | Fodor Gabriella Szegedi Postás                         | 885   | Szenczi Judit Ferencvárosi TC        | 880   |